# Hilfe, ich bin eine Frau!
Hilfe, ich bin eine Frau! ist ein Kurzfilm von Edith und Joachim Schneider von 1981.

## Inhalt
Der Film stellt sarkastisch die Mehrfachbelastungen von Frauen in der DDR als Werktätige, Hausfrau, Mutter und Ehefrau dar und die Schwierigkeiten, dabei eine eigene Persönlichkeit zu entwickeln.

„Die kreative und gekonnte Montage sowie dramaturgisch pointiert eingesetzte Geräusche und Musik vereinen sich in einer schwungvollen Handlung zu einem bissigen Kommentar über die verfassungsmäßig festgeschriebene Gleichstellung von Mann und Frau in der DDR.“

## Hintergründe
Hilfe, ich bin eine Frau! entstand im Betriebsfilmstudio des VEB Braunkohlebohrungen und Schachtbau Welzow in der Niederlausitz.
Er wurde 1982 beim Kongress der Union Internationale du Cinéma (UNICA) in Aachen gezeigt und erhielt dort eine Medaille als Auszeichnung.
2022 wurde er auch beim Internationalen Dokumentarfilmfestival in Leipzig gezeigt.